# Högsböla ängar
Högsböla ängar är ett naturreservat i Skövde kommun i Västra Götalands län.
Området är naturskyddat sedan 1990 och omfattar 35 hektar. Området utvidgades 2009. Det är beläget norr om Billingen, 1 km norr om Bergs kyrka och består av en gammal slåtteräng med olika slags naturtyper.

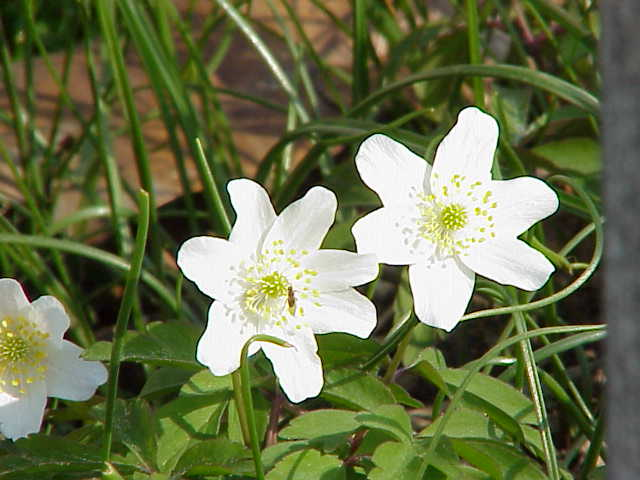
Vitsippa.

Redan Linné noterade de grönskande slåtterängarna 1746. Dessa har brukats genom slåtter och lövtäkt och givit ett ålderdomligt landskap. Ek, ask och alm är vanliga träd i reservatet. I den övre delen finns en gammal löväng med många grova hamlade almar och askar kvar. De nedre delarna består av betesmarker från vilka man har utsikt mot sjön Lången och Kinnekulle. I buskskiktet märks hassel, hagtorn och nypon.
På våren växer mattor av ramslök och svalört i de fuktigare delarna av ängsmarken. I de mer torra områdena kan man se  blåsippa, vitsippa, gullviva och Sankt Pers nycklar.
I reservatet finns gamla ihåliga träd varför arter som gröngöling, göktyta, stenknäck och steglits trivs i området.
År 2009 utvidgades naturreservatet med ytterligare hagmarker och hassellundar. Där har man funnit rik svampflora och där finns sällsynta marksvampar som slöjröksvamp och blek vinterskivling.   
Genom reservatet går Billingeleden för den som vill vandra.   
Området ingår i EU:s ekologiska nätverk av skyddade områden, Natura 2000.